# 인터넷 브랜딩
인터넷 브랜딩(Internet branding), 온라인 브랜딩(Online branding)은 브랜드를 시장에 포지셔닝하는 매개체로서 월드 와이드 웹을 사용하는 브랜드 관리 기법이다. 디지털 시대의 브랜딩은 인터넷의 발전과 함께 중요성이 증대되고 있다. 대부분의 사업들은 다양한 온라인 채널들을 탐험하고 있으며, 여기에는 검색 엔진, 소셜 미디어, 온라인 언론, 온라인 마켓플레이스가 포함되며, 소비자와의 튼튼한 관계를 확립하고 브랜드 인지도를 쌓아나가는 것이 목적이다.

## 같이 보기
- 이메일 마케팅